# Desmoloma modesta
Desmoloma modesta är en fjärilsart som beskrevs av Paul Dognin 1923. Desmoloma modesta ingår i släktet Desmoloma och familjen tofsspinnare. Inga underarter finns listade i Catalogue of Life.